# 北條時定 (時氏流)
北條時定（日语：／ Hōjō Tokisada，？—1290年11月18日）是日本鎌倉時代中期武將，北條氏一門，父親是北條時氏，母親是松下禪尼，兄長是鎌倉幕府第4任執權北條經時和第5任執權北條時賴，得宗家出身，後來前往鎮西成為阿蘇家家祖，初名時定，後來改名為時。

## 生涯
時定的出生年份不詳，推斷為安貞元年（1227年）至寬喜2年（1230年）之前。
時定的父親時氏本來是時定的祖父第3任執權北條泰時的後繼者，但是由於時氏早死，執權便先後由時定的同母兄北條經時和北條時賴擔任。寶治元年（1247年）爆發的寶治合戰中，時定奉執權時賴之命，以大將軍身份與三浦氏交戰。後來，時定繼承自北條氏之祖北條時政以來代代相傳的肥前阿蘇社所領，改姓阿蘇。弘長4年（1264年），時定替死去的兄長時賴舉行百日法事而建立了滿願寺。
時定雖然是將軍的近臣，但是在元日戰爭爆發後，他在弘安4年（1281年）獲任命為肥前守護，並且在同年8月左右前往當地上任。弘安8年（1285年）11月至翌年閏12月期間，時定改名為時。弘安10年（1287年）1月29日，時定獲任命為鎮西奉行，負責處理與蒙古帝國相關的對策。
正應2年（1289年），時定將家督和肥前守護之位讓給養子北條定宗而隱居，並且在翌3年（1290年）10月15日於博多死去，按《尊卑分脈》記載則為正應2年死去。位於熊本縣阿蘇郡南小國町，由時定建立的滿願寺內，現存時定、定宗和北條隨時的五輪塔以及時定和定宗的肖像畫，形容時定擅長弓術。時定之子隨時後來成為定宗的猶子。

## 外部連結
- 南小国町サイト（页面存档备份，存于）